# هيلين سيمبسون
هيلين سيمبسون (بالإنجليزية: Helen Simpson)‏‏ (1959 في برستل - ) مؤلفة، وروائية، وكاتبة سيناريو، وكاتِبة من المملكة المتحدة.

## الجوائز
- E. M. Forster Award [الإنجليزية]‏
- زميل في الجمعية الملكية للأدب